# 金秀杜鹃
金秀杜鹃（学名：Rhododendron jinxiuense）为杜鹃花科杜鹃花属下的一个种。

## 扩展阅读
- 維基物種上的相關：金秀杜鹃